# Weiße Deutsche Edelziege

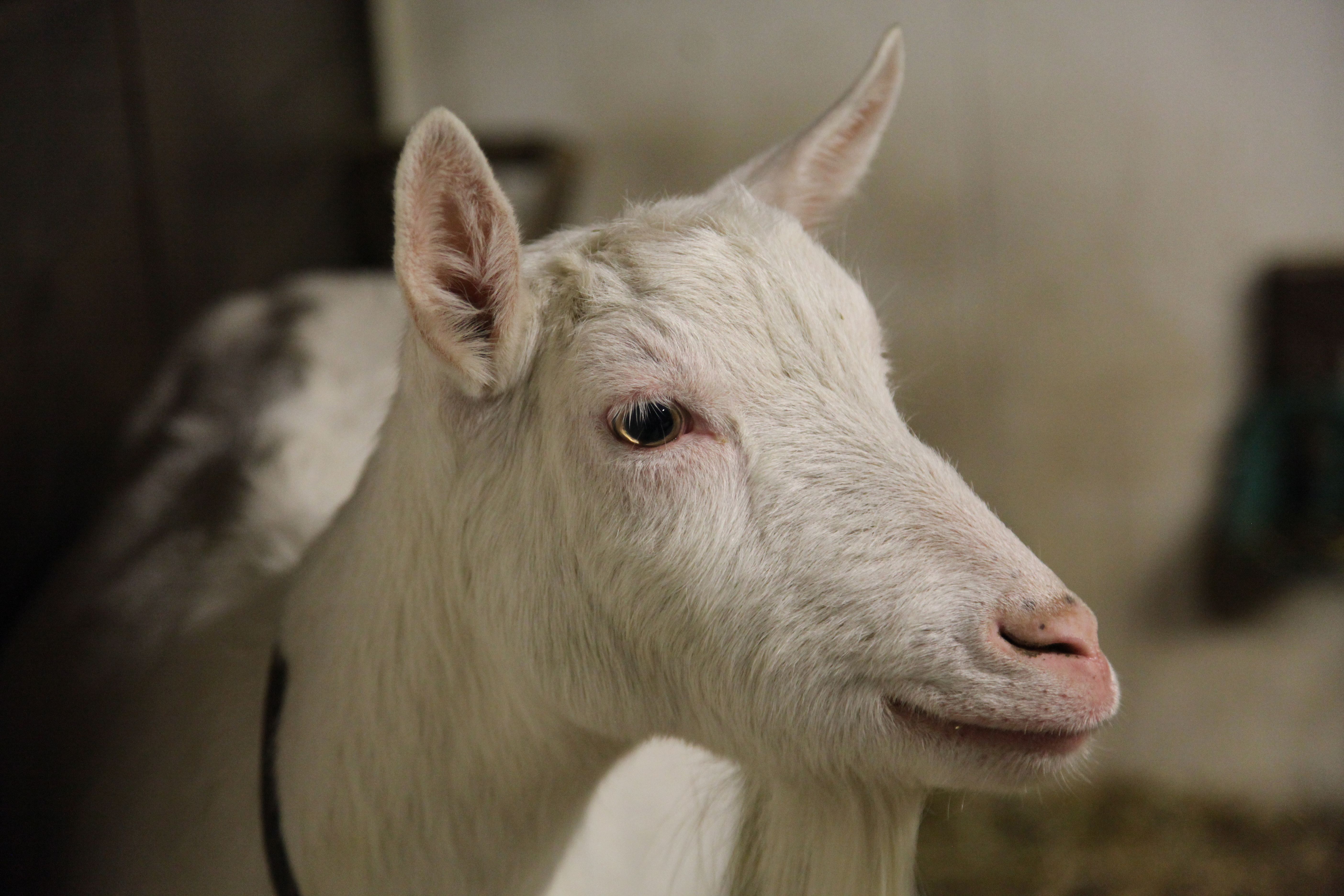
Weiße Deutsche Edelziege

Entstanden ist die Weiße Deutsche Edelziege durch Einkreuzung von Saanenziegen in deutsche weiße Landschläge. Seit 1928 werden alle weißen Schläge in Deutschland zu dem jetzigen Namen zusammengefasst. Die Weiße Deutsche Edelziege kommt hauptsächlich in Baden-Württemberg, Niedersachsen, Nordrhein-Westfalen und Schleswig-Holstein vor.
Sie gibt im Jahr etwa 1000 kg Milchmenge bei 3,5 – 4 % Fett und 3 % Proteine.